# 圣多纳谷新堡
圣多纳谷新堡（法語：Châteauneuf-Val-Saint-Donat，法語發音：[ʃatonœf val sɛ̃ dɔna]）是法国上普罗旺斯阿尔卑斯省的一个市镇，属于福卡尔基耶区。

## 地理
圣多纳谷新堡（44°5'39"N, 5°56'58"E）面积21.1 平方千米，位于法国普罗旺斯-阿尔卑斯-蓝色海岸大区上普罗旺斯阿尔卑斯省，该省份为法国东南部内陆省份，北起上阿尔卑斯省，西接沃克吕兹省，西北接德龙省，南至瓦尔省，东临滨海阿尔卑斯省，东北部与意大利接壤。
与圣多纳谷新堡接壤的市镇（或旧市镇、城区）包括：欧比尼奥斯克、阿尔努堡-圣欧邦、马勒富加斯-欧热斯、蒙福尔、瓦尔贝勒。

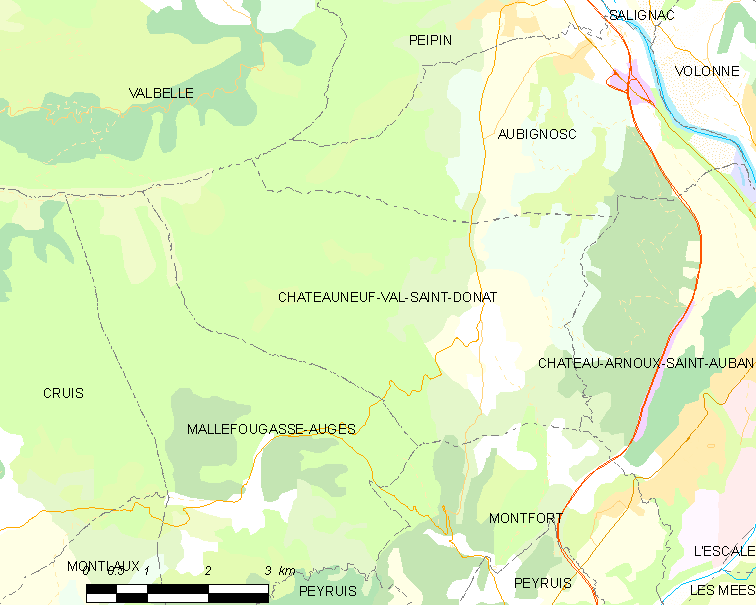
圣多纳谷新堡的OSM定位图

圣多纳谷新堡的时区为UTC+01:00、UTC+02:00（夏令时）。

## 行政
圣多纳谷新堡的邮政编码为04200，INSEE市镇编码为04053。

## 政治
圣多纳谷新堡所属的省级选区为阿尔努堡-圣欧邦县。

## 人口

1962-2008年间圣多纳谷新堡人口变化图示

圣多纳谷新堡于2022年1月1日时的人口数量为529人。